# てんま
第8号科学衛星「てんま」 (ASTRO-B) は、旧文部省宇宙科学研究所（現在はJAXAの一部）が打ち上げた、日本で２機目のX線天文衛星である。プロジェクトは田中靖郎が指揮し、装置の開発と観測実施は、宇宙科学研究所、名古屋大学、大阪大学、大阪市立大学などが、また衛星の開発・製造はおもに日本電気が担当した。1983年2月20日に、鹿児島県内之浦町にある鹿児島宇宙空間観測所から打ち上げられた。名前はペーガソスの和訳である「天馬」に由来する。英語表記はTenma。

## ミッションの概要
「てんま」は4年前に打ち上げられた初代のX線天文衛星「はくちょう」による成果を発展させるとともに、感度や分光能力を高め、世界の研究の最前線に迫ることを目標とした。
主観測装置は蛍光比例計数管 (SPC)で、これは先行する国内外のX線衛星で主流であった比例計数管より2倍ほど優れたエネルギー分解能をもち、宇宙に多い鉄の出す輝線の検出を主眼の一つとした。この他に、軟X線反射集光鏡装置 (XFC)、X線トランジェントソースモニター (TSM)、放射線帯の検知とガンマ線バーストの記録を行なう検出器 (RBM/GBD) を搭載した。
「てんま」は1983年2月20日14時10分 (JST) 、M-3Sロケット3号機によって打ち上げられ、表に示すように、ほぼ円形の軌道に投入された。同年3月から定常観測に入ったが、その直後に、姿勢制御用のホイールに異常が発生し、衛星の首振りが増大した。本来はホイールの回転で角運動量を保持し、衛星本体はゆっくりスピンしつつ観測する計画だったが、この異常の結果、ホイールを止め衛星全体を速く (10秒ほどの周期で) スピンさせる運用に切り替えた。このため XFC や TSM の観測には制約が生じたが、運用はほぼ問題なく続けられた。とくに SPC は「はくちょう」の10倍を超える感度を実現し、「はくちょう」では手の届かなかった、銀河系外のX線源も検出で可能となり、後述のように多くの科学的成果を挙げた。
1983年秋ごろからバッテリー（ニッケル・カドミウム電池）に容量低下が認められた。1984年7月10日、バッテリーの充放電制御系に何らかの異常が発生した結果、突然バッテリー出力が短絡した状態になり、電力が取り出せなくなった。日照時には太陽電池の発電により電力が得られるものの、日陰での運用も、日陰をまたいだ観測（衛星は日に15回の昼夜を経験する）もできなくなった。その後も運用の努力は続けられたが、姿勢制御が困難であるなど、X線天文衛星としての機能が維持できないことから、1985年11月11日に観測運用を終了した。軌道運用はその後も継続され、後続ミッションのためのデータを取得したのち、1989年1月19日、大気圏に再突入して消滅した。

## 観測装置
「てんま」には以下の観測装置が搭載された。
蛍光比例計数管（SPC)
2-30 keVに感度をもち、スピン軸方向に10台の同型検出器が並べて搭載された。純国産で開発された装置であり、太陽観測衛星「ひのとり」で実証された後、X線天文衛星としては世界で初めて採用された。10台のうち2台の前面には、すだれコリメータが装着された。おもに宇宙科学研究所が担当。
X-ray Focusing Collector (XFC)
0.1-2 keVの超軟X線の観測を目的とする。スピン軸方向に搭載され、ガラス薄板を並べた1次元のX線反射集光鏡と、その焦点面に置かれた位置感度型薄膜比例計数管から成り、衛星のスピンを利用して2次元の情報を得る設計である。計数管のガスが薄膜窓から徐々に漏れることを補うため、ガスボンベを搭載した。おもに名古屋大学が担当。
X線トランジェントソースモニタ (TSM)
広い視野でX線新星の発生を監視する装置で、スピン軸を中心とした20°×20°の視野をもつ2台のアダマールマスク望遠鏡 (HXT)と、スピン軸からやや傾いた広い天域を細長い視野でスキャンする、2台のZY検出器 (ZYT)からなる。ともに2-30 keVで観測し、おもに大阪大学が担当した。

## 主な観測成果
「てんま」の運用期間中に得られた観測成果を以下に示す。

### 銀河系内の天体に関する成果
- 「さそり座X-1」など、数例の弱磁場中性子星の観測では、物質降着に伴い発生するX線が、中性子星まわりに形成された標準降着円盤からの多温度黒体放射と、中性子星の表面からの黒体放射の重ね合せであることを見出した[8]。これにより標準降着円盤の理論 [9]が観測的に検証された。
- GX339-4と呼ばれるX線源は「はくちょう」の観測で、ブラックホールの可能性が指摘された。「てんま」で得たそのスペクトルは、多温度黒体放射でよく表され、中性子星表面からの黒体放射を欠くことから、この天体には固い表面がない、すなわちブラックホールであると結論された[10]。はくちょう座X-1に続く、ほぼ２例目のブラックホール天体である。
- 銀河面に沿い、電離鉄イオンが出す6.7 keVの輝線が広く検出され、銀河中心に向けその輝度が高まることが発見された[11]。これは星間空間に高温 (~10^8 K)のプラズマ源が分布することを意味する。その正体として、未同定の超新星残骸など真に広がった源である可能性や、白色矮星・恒星コロナなど暗い多数の天源の集合である可能性などが論じられた。
- カシオペアAやチコ・ブラーエの超新星残骸から、熱的制動放射による連続X線に加え、シリコン、イオウ、アルゴン、カルシウム、および鉄の電離輝線を検出した。それらの中心エネルギーの値から、超新星爆発に伴う衝撃波により、各元素がイオン化平衡に向け、次第に電離度を高めてゆく途上にあることを初めて示した[12]。これら元素の存在比も精度よく推定された。
- 「はくちょう」衛星の主要テーマであるX線バースト現象の観測が、より高い感度と優れた分光能力で継続された。あるX線バーストのピークでは、0.65秒の早い振動が観測され[13]、また奇妙な天体「ラピッドバースター」からは、相似な構造を保持しつつ、アコーディオンのように伸び縮みする波形をもった、一群のバーストが観測された[14]。
- 数例の降着型パルサーで、連続X線強度、蛍光鉄輝線の強度、X線の吸収量などが、連星の位相ととも変化する様子が定量化された。こうして鉄輝線をプローブに、主星からのガスがパルサーに捕捉され、そこに降着してゆく様子が見えてきた[15][16]。
- TSM装置のZYT検出器により、トランジェントX線源 4U1543-47の出現が捉えられ、数日間でX線強度が約300倍も増加し、最高に達した[17]。この天体は過去1971-1972年にX線で明るく輝いた記録をもち、ブラックホール連星において、間欠的に質量降着が起きるものと考えらえる。これを先駆けに、後に全天X線監視装置 MAXIにより、同様な天体が数多く発見された。

### 銀河系外の天体に関する成果
- 代表的な銀河系外のX線源であるセイファート銀河NGC 4151の観測で、X線スペクトル中に、中性鉄原子が出す蛍光輝線が検出された。この輝線は、銀河の中心にある巨大ブラックホール近傍で発生する連続X線が、周辺の降着物質を照らすことで作られ、降着型パルサーと同様な診断が可能となった[18]。こうした研究は後続の「ぎんが」衛星で、さらに推し進められた。
- 活動銀河核のうち強いジェットを伴うものの代表であるMrkarian 421が、電波、可視光、X線などの多波長で同時観測され、「てんま」ではシンクロトロン自己コンプトン過程で発生すると思われる、非熱的なX線の検出に成功した[19]。こうした試みは必然的に国際協力を伴うため、日本のX線天文学の国際化に寄与した。
- 近傍の数例の銀河団の観測では、重力に捕捉された高温 (~10^8 K)プラズマが出す熱的X線のスペクトル中に、電離した鉄輝線を精度よく検出し、輝線のエネルギーが宇宙論的な赤方偏移を示すこと、また輝線強度から、プラズマが太陽組成の1/2〜1/3ほどの重元素を含むことを示した[20]。プラズマが完全に等温ではない兆候も得た。これらは、宇宙で最も卓越した既知のバリオン成分である、銀河団プラズマの理解にとって重要な知見であり、後続の「あすか」を用いた研究につながった。